# P. J. Hyett

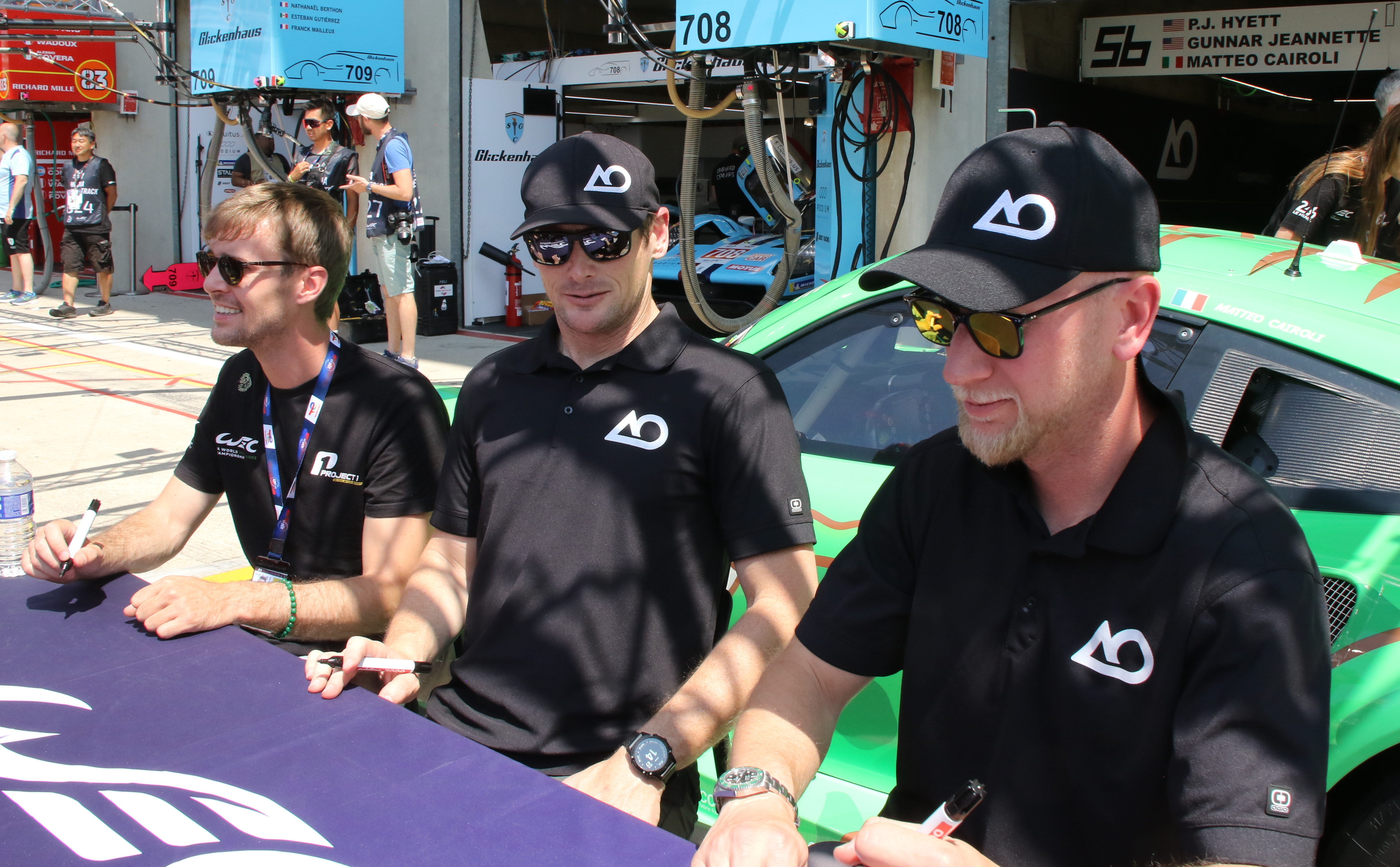
P. J. Hyett (rechts) neben Matteo Cairoli und Gunnar Jeannette 2023 in Le Mans

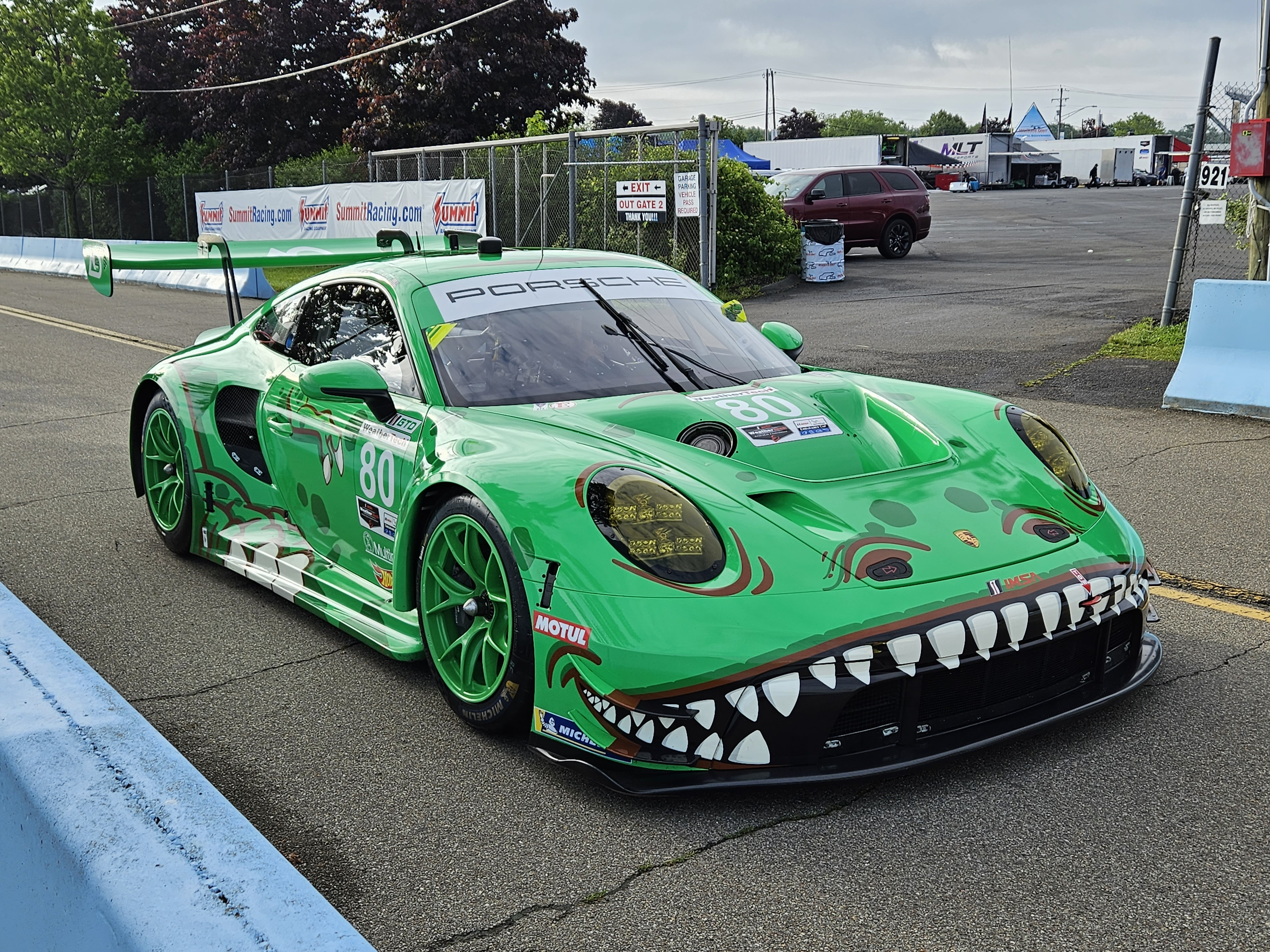
Der von P. J. Hyett beim 6-Stunden-Rennen von Watkins Glen 2023 gefahrene Porsche 911 GT3 R

Phillip Jeffrey „P. J.“ Hyett (* 10. August 1983 in Naperville) ist ein US-amerikanischer Unternehmer und Autorennfahrer.

## Unternehmer
P. J. Hyett studierte mit Abschlüssen Informatik am North Central College in seiner Heimatstadt Naperville. Nach einer Tätigkeit als Software-Entwickler bei CNET Networks gründete er mit Partnern GitHub, einen Onlinedienst zur Softwareentwicklung und Versionsverwaltung für Softwareprojekte auf Git-Basis. Im Oktober 2018 übernahm Microsoft für 7,5-Milliarden-Dollar alle Anteile am Unternehmen.

## Karriere als Rennfahrer
Nach dem Unternehmensverkauf begann P. J. Hyett mit dem Motorsport. 2022 fuhr er in der Fanatec GT World Challenge America und gab im selben Jahr sein Debüt in der FIA-Langstrecken-Weltmeisterschaft. Gemeinsam mit Gunnar Jeannette und Ben Barnicoat steuerte er beim 8-Stunden-Rennen von Bahrain einen Porsche 911 RSR-19 und kam an der 24. Stelle der Gesamtwertung ins Ziel. Neben Rennen in der FIA-Langstrecken-Weltmeisterschaft 2023 ging er 2023 auch in der IMSA WeatherTech SportsCar Championship an den Start. Sein Debüt beim 24-Stunden-Rennen von Le Mans endete mit dem 35. Gesamtrang.

## Statistik

### Le-Mans-Ergebnisse
| Jahr | Team                | Fahrzeug           | Teamkollege      | Teamkollege    | Platzierung | Ausfallgrund |
| ---- | ------------------- | ------------------ | ---------------- | -------------- | ----------- | ------------ |
| 2023 | Team Project 1      | Porsche 911 RSR-19 | Gunnar Jeannette | Matteo Cairoli | Rang 35     |              |
| 2024 | Orlen Team AO by TF | Oreca 07           | Louis Delétraz   | Alex Quinn     | Rang 20     |              |
| 2025 | AO by TF            | Oreca 07           | Louis Delétraz   | Dane Cameron   | Rang 20     |              |

### Sebring-Ergebnisse
| Jahr | Team           | Fahrzeug          | Teamkollege      | Teamkollege       | Platzierung | Ausfallgrund |
| ---- | -------------- | ----------------- | ---------------- | ----------------- | ----------- | ------------ |
| 2023 | AO Racing Team | Porsche 911 GT3 R | Gunnar Jeannette | Sebastian Priaulx | Rang 38     |              |
| 2024 | AO Racing      | Oreca 07          | Matthew Brabham  | Paul-Loup Chatin  | Rang 43     |              |
| 2025 | AO Racing      | Oreca 07          | Jonny Edgar      | Dane Cameron      | Rang 17     |              |

### Einzelergebnisse in der FIA-Langstrecken-Weltmeisterschaft
| Saison | Team                | Rennwagen       | 1   | 2   | 3   | 4   | 5   | 6   | 7   | 8   |
| ------ | ------------------- | --------------- | --- | --- | --- | --- | --- | --- | --- | --- |
| 2022   | Team Project 1      | Porsche 911 RSR | SEB | SPA | LEM | MON | FUJ | BAH |     |     |
| 2022   | Team Project 1      | Porsche 911 RSR |     |     | 24  |     |     |     |     |     |
| 2023   | Team Project 1 – AO | Porsche 911 RSR | SEB | POR | SPA | LEM | MON | FUJ | BAH |     |
| 2023   | Team Project 1 – AO | Porsche 911 RSR | 29  |     |     | 35  |     | 27  | 31  |     |
| 2024   | Orlen Team          | Oreca 07        | KAT | IMO | SPA | LEM | SAO | AUS | FUJ | BAH |
| 2024   | Orlen Team          | Oreca 07        | 20  |     |     |     |     |     |     |     |
| 2025   | AO by TF            | Oreca 07        | KAT | IMO | SPA | LEM | SAO | AUS | FUJ | BAH |
| 2025   | AO by TF            | Oreca 07        | 20  |     |     |     |     |     |     |     |